# Любовь без слов
«Любовь без слов» (хинди कोयला, Koyla, дословно — «Уголь») — индийский экшен-триллер на хинди, снятый режиссёром и продюсером Ракешем Рошаном и вышедший в прокат 18 апреля 1997 года. В фильме снялись Шахрух Хан, Мадхури Дикшит, Амриш Пури. Мониш Бехл появился в качестве приглашённой звезды. Кассовые сборы картины не смогли даже возместить бюджет, и фильм рассматривается как провальный.
За роль в этом фильме Амриш Пури был номинирован на Filmfare Award за лучшее исполнение отрицательной роли.

## Сюжет
Раджа — властный, жадный, пожилой владелец угольной шахты. Несколько лет назад он нашёл алмазы, благодаря которым стал богатым, самопровозглашённым хозяином области, и теперь правит рабочими с помощью своего брата-садиста Бриджвы. Кроме того, у Раджи есть преданный, немой раб по имени Шанкар.
Однажды Радже на глаза попадается деревенская красавица Гаури. Воспылав к девушке безумной страстью, он посылает ей предложение выйти замуж, вместе с фотографией Шанкара. Гаури влюбляется в Шанкара по фотографии.
В день свадьбы Гаури узнает в толпе Шанкара, срывает свадебный покров с жениха и ужасается от старого и злобного лица Раджи. Не желая жить со стариком, Гаури вместе с Шанкаром убегают в джунгли. Разгневанный Раджа посылает за беглецами вооруженных людей на вертолетах и джипах.
Шанкар и Гаури спасаются от преследований Раджи и его людей, прячась в джунглях. После нескольких смертей Раджа решает оставить поиски и уйти из джунглей.
Ничего не подозревающие Шанкар и Гаури наслаждаются обществом друг друга. Раджа, заставший их врасплох, стреляет в Гаури. Пуля попадает в плечо девушки, а Шанкара хватают приспешники Раджи. Израненного, юношу сбрасывают со скалы, так как Раджа подумал, что он мёртв. Раджа приносит потерявшую сознание Гаури в бордель Чандабаи.
Истекающего кровью Шанкара находят лекарь и его сын. В своём доме старый лекарь зашивает раны юноши, и Шанкар узнаёт, что он не мог говорить из-за повреждения горла, полученного им в детстве. В результате расспросов старика, на Шанкара нахлынули воспоминания из детства.
…Отец мальчика работал на шахте Раджи. Однажды он нашёл там алмазы и показал их своей жене. Захотев заполучить драгоценные камни, Раджа подослал своих людей убить родителей Шанкара. Прибежав домой и увидев трупы своих родителей, осиротевший мальчик пригрозил обо всём рассказать. Но хозяин шахты предотвратил такую возможность, засыпав в рот Шанкара горячие угли. Вскоре об убийстве родителей Шанкара узнают все рабочие. Раджа просит ничего не подозревающего мальчика указать на убийцу его родителей. К дому подъезжает машина с мужчинами, похожими на убийц. Шанкар указывает на них и Раджа велит инспектору схватить их. Хозяин шахты берёт заботу о Шанкаре на себя…
К Шанкару возвращается его голос. Он приходит в город и, найдя Бриджву, вступает с ним в драку, после чего убивает его.
На следующее утро Чандабаи продаёт Гаури двум богачам, друзьям Раджи, также сделавшим своё состояние на алмазах. Шанкар узнаёт в Дилаваре и Ранвире убийц своих родителей. Богачи покупают бесчувственную Гаури. Очнувшись в их машине, девушка вынудила мужчин прекратить движение, в результате резкого торможения (они ехали по склону) машина опрокидывается, и Гаури убегает прочь…

## В ролях
- Шахрух Хан — Шанкар (дубляж: Павел Иванов Иванович)
- Мадхури Дикшит — Гаури (дубляж: Лунёва Нина Алексеевна)
- Амриш Пури — Раджа (дубляж: Юрий Олегович Меншагин)
- Джонни Левер — Чхоте, друг Шанкара
- Мохниш Бехл[англ.] — Ашок, брат Гаури
- Дипшика — Биндия
- Салим Гхош — Бриджва, брат Раджи
- Ранджит — Дилавар
- Ашок Сараф — Ведджи
- Прадип Рават — Заместитель генерального инспектора полиции
- Куника — Разели
- Химани Шивпури — Чандабаи
- Шубха Кхоте — тётя Гаури
- Раззак Хан — важный гость на празднике

На русский язык фильм озвучен на студии «Формат AV».

## Саундтрек
| №  | Название                   | Исполнители             | Длительность |
| -- | -------------------------- | ----------------------- | ------------ |
| 1. | «Tanhai Tanhai»            | Алка Ягник, Удит Нараян | 5:35         |
| 2. | «Badan Juda Hote Hain»     | Кумар Сану, Прити Сингх | 10:30        |
| 3. | «Dekha Tujhe To»           | Кумар Сану, Алка Ягник  | 7:32         |
| 4. | «Sanson Ki Mala Pe»        | Кавита Кришнамурти      | 6:47         |
| 5. | «Bhang Ke Nashe Mein»      | Алка Ягник              | 6:07         |
| 6. | «Ghunghte Mein Chanda Hai» | Удит Нараян             | 6:17         |